# Europakruispunt

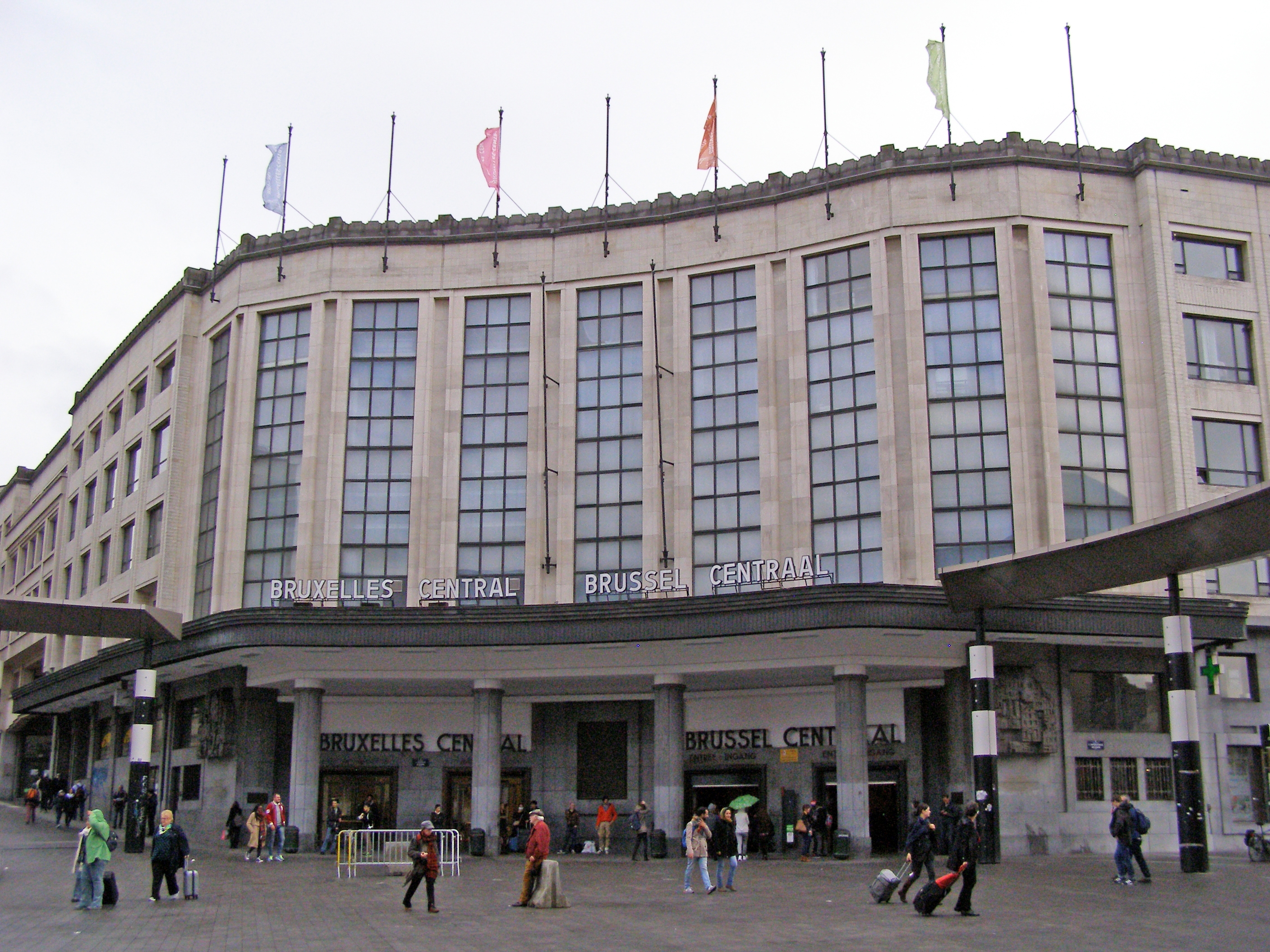
Hoofdingang van station Brussel-Centraal op het Europakruispunt

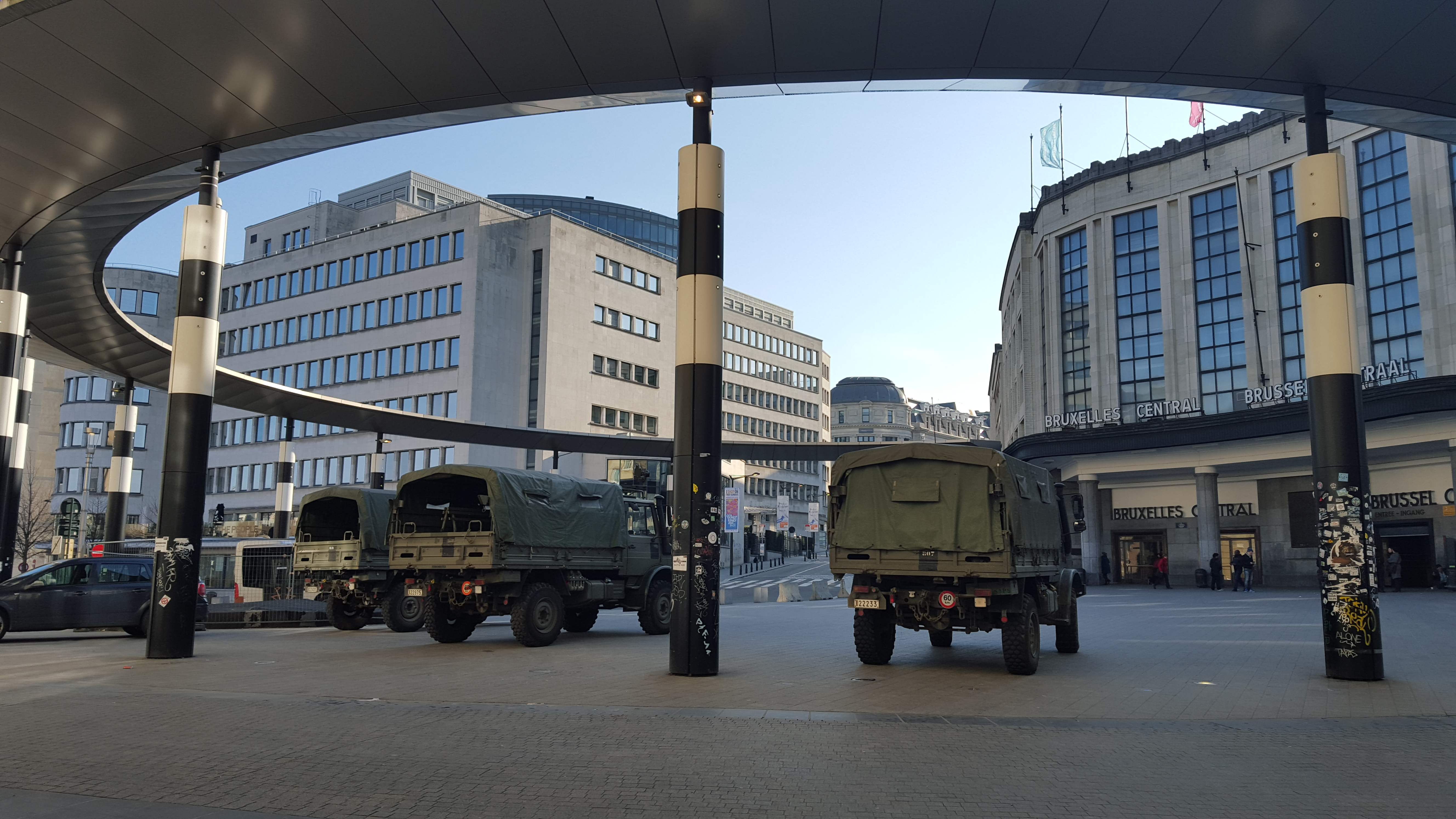
Het Europakruispunt met cirkelvormige constructie

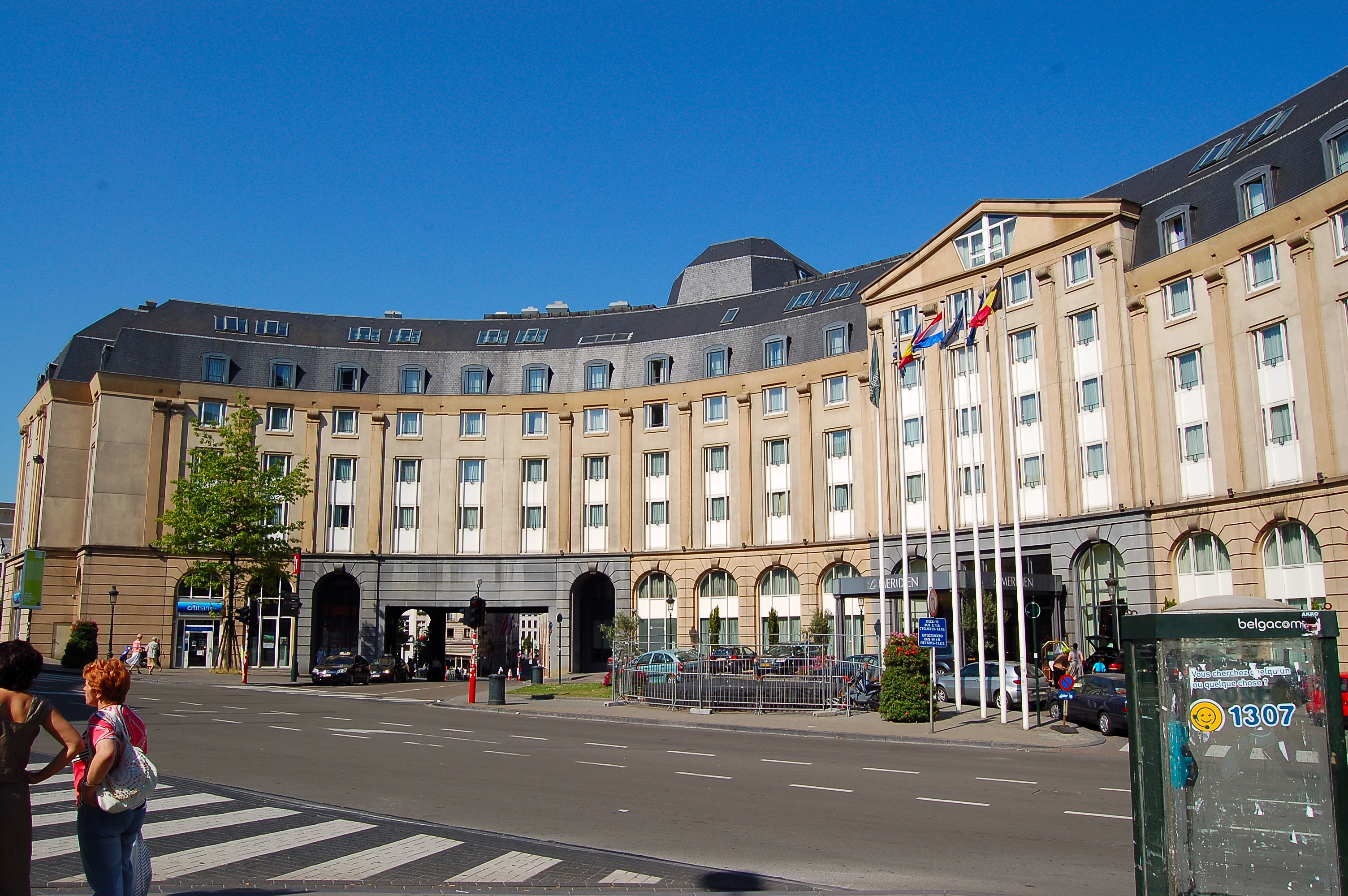
Ingang van een hotel op het Europakruispunt (2006)

Het Europakruispunt (Frans: Carrefour de l'Europe) is een plein in het centrum van de Belgische stad Brussel. Het plein ligt voor de hoofdingang van station Brussel-Centraal. Onder het plein loopt de Hortagalerij en aan de andere zijde van het station ligt de Ravensteingalerij.
Het plein ligt halverwege de straat Putterij die in het noordoosten en zuidwesten op het plein uitkomt. In het noorden eindigt de Keizerinlaan op het plein. Naar het zuiden liggen de Kunstberg en Putterijsquare. Via de korte Infante Isabellastraat in het westen is het plein verbonden met de Grasmarkt en het winkelgebied van het centrum. Tevens staat daar de Maria Magdalenakapel. Ten noordoosten van het plein staat de Sabena Air Terminus.

## Geschiedenis
Na de kaalslag voor de Noord-Zuidverbinding en de afbraak van de Putterij begon men plannen te maken om op de vrijgekomen vlakte een verkeerswisselaar aan te leggen om de snelwegen van Lissabon naar Stockholm en van Istanboel naar Londen midden in de hoofdstad van Europa te laten kruisen. De breedte van de Pachecolaan getuigt nog van dit plan, dat het hart uit de historische binnenstad zou hebben gerukt.
Na het afvoeren van het plan gaf de stad het plein kosteloos in erfpacht aan het bedrijf van Charly De Pauw, dat er 25 jaar lang een betaalparking exploiteerde. Er kwamen verschillende voorstellen en wedstrijden. Uiteindelijk werd de voorgeschreven versterking van de woonfunctie ingevuld door de bouw van vier internationale hotels, waaronder Le Méridien van architect Jacques Cuisinier.
Van 2009 tot juli 2010 werd het plein heringericht en autoluw gemaakt. Het plein is sindsdien van een cirkelvormige constructie op pilaren voorzien. In het voorjaar van 2014 moest de aannemer een deel van de bestrating opnieuw aanleggen, omdat er in 2010 deels minderwaardige stenen waren gebruikt. De heraanleg gebeurde met blauwe hardsteen uit Henegouwen.